# Weingrubersiedlung
Die Weingrubersiedlung ist eine Wochenendhaussiedlung im Pölstal in der Steiermark und gehört zum Ortsteil Sankt Johann am Tauern in der Gemeinde Pölstal, Bezirk Murtal.

## Geographie
Die Ansiedlung, die aus dem Gehöft Weingruber und den Teilen Weingrubersiedlung Ost und Weingrubersiedlung West besteht, befindet sich beiderseits der Pöls zwischen den Orten Hauptort und Hohentauern. Die Weingrubersiedlung Ost befindet sich in der Ortschaft Sankt Johann Sonnseite, die in der östlichen, günstigeren Talseite liegt, und die Weingrubersiedlung West in der Ortschaft Sankt Johann Schattseite in der östlichen, eher schattigen Talseite.
Im Regionalen Entwicklungsprogramm der Region Obersteiermark West sind beide Teile der Weingrubersiedlung als Vorrangzonen für Wohn-, Dorf- und Erholungszwecke ausgewiesen.